# Chang Po-ya

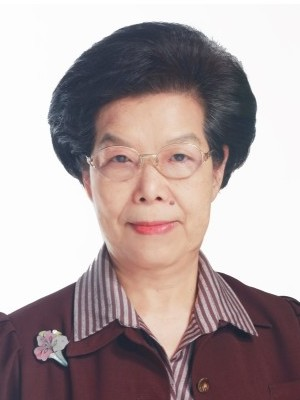
Chang Po-ya (2017)

Chang Po-ya (chinesisch 張博雅, Pinyin Zhāng Bóyǎ; * 5. Oktober 1942 in Kagi (heute Chiayi), Präfektur Tainan, heute Taiwan) ist eine Politikerin in der Republik China (Taiwan). Sie ist Parteigründerin und frühere Parteivorsitzende der Unparteiischen Solidaritätsunion (NPSU). Vom 1. August 2014 bis zum 31. Juli 2020 war sie Präsidentin des Kontroll-Yuans.

## Biografie
Chang wurde zur Zeit der japanischen Herrschaft in Taiwan geboren. Sie war die jüngste von vier Töchtern und hatte außerdem noch zwei Brüder. Ihre Eltern, Hsu Shih-hsien (許世賢) und Chang Chin-tung (張進通), waren beide Ärzte. Die Mutter, Hsu Shih-hsien, spielte eine wichtige Rolle bei der Frauenemanzipation in Taiwan. Sie war die erste gebürtige Taiwanerin, die einen medizinischen Doktorgrad erwarb und ab den späten 1930er Jahren als Ärztin in Taiwan tätig war. Nach der Übernahme Taiwans durch die Republik China war sie gesellschaftspolitisch aktiv und setzte sich für Frauenrechte ein. 1969 und erneut 1982 wurde sie als unabhängige Kandidatin zur Bürgermeisterin von Chiayi gewählt und war damit die erste Frau an der Spitze einer taiwanischen Großstadt.
Die Tochter, Chang Po-ya, studierte Medizin an der Medizinischen Universität Kaohsiung sowie an der Johns Hopkins University. Nachdem ihre Mutter 1983 verstorben war, kandidierte Chang Po-ya für das Bürgermeisteramt in Chiayi und wurde 1983 gewählt. Sie amtierte 1983 bis 1989 und erneut von 1997 bis 2000 (zwischen 1989 und 1997 amtierte Chang Po-yas ältere Schwester Chang Wen-ying (張文英) als Bürgermeisterin von Chiayi). 1993 wurde sie – immer noch parteilos – Gesundheitsministerin in der Kuomintang (KMT)-geführten Regierung von Premierminister Lien Chan. Während ihrer Amtszeit bis zum Jahr 1997 organisierte sie die schwierige Einführung einer allgemeinen Krankenversicherung in Taiwan.
Nachdem der DPP-Kandidat Chen Shui-bian die Präsidentenwahl im Jahr 2000 gewonnen hatte, folgte Chang Po-ya im Jahr 2000 widerstrebend einer Einladung Chens, der ihr den Posten der Innenministerin der neuen DPP-geführten Regierung angeboten hatte. Parallel zum Innenministerium übernahm sie auch den Posten des Gouverneurs der Provinz Taiwan. Beide Ämter hatte sie bis zum 1. Februar 2002 inne. 2002 versuchte Präsident Chen sie zur stellvertretenden Vorsitzenden des Prüfungs-Yuans zu ernennen, was jedoch am Widerstand des Legislativ-Yuans scheiterte. Im Jahr 2003 kandidierte Chang als parteilose Kandidatin mit Unterstützung der Qinmindang für den Bürgermeisterposten von Kaohsiung, erzielte dabei jedoch nur 1,75 Prozent der Stimmen.
Die Jahre der Präsidentschaft Chen Shui-bians waren von einer sehr starken politischen Polarisierung zwischen dem pan-grünen und dem pan-blauen Lager geprägt. Chang Po-ya und andere Politiker fühlten die Notwendigkeit, diese Lagermentalität zu überwinden und gründeten im Jahr 2004 eine neue Partei mit gesamtgesellschaftlichem Anspruch, die Unparteiische Solidaritätsunion (NPSU). Chang Po-ya wurde zur ersten Parteivorsitzenden gewählt. Bei der Wahl zum Legislativ-Yuan 2004 konnte die neue Partei zwar einen Achtungserfolg erzielen, verlor in der Folgezeit jedoch stark an politischem Gewicht und Wählerstimmen. 
Präsident Ma Ying-jeou ernannte Chang am 1. Januar 2009 zu seiner politischen Beraterin und nominierte sie Ende 2010 zur Vorsitzenden der Zentralen Wahlkommission Taiwans. Am 12. November 2010 wurde die Ernennung durch den Legislativ-Yuan mit Stimmenmehrheit von 69 zu 2 bestätigt. Die KMT-Abgeordneten stimmten mehrheitlich dafür, während alle DPP-Abgeordneten die Wahl boykottierten. Am 3. Dezember 2013 wurde Chang mit 65 zu 42 Stimmenmehrheit erneut durch den Legislativ-Yuan in dieser Funktion bestätigt. Für sie stimmten die Abgeordneten der KMT und gegen sie die DPP-Abgeordneten.
Am 7. Mai 2014 nominierte Präsident Ma sie für das Präsidentenamt des Kontroll-Yuans. Im Legislativ-Yuan, der die Ernennung bestätigen musste, erhob sich jedoch Kritik an der Nominierung Changs, die nicht nur aus den Reihen der oppositionellen DPP, sondern auch von einzelnen KMT-Abgeordneten kam. Über die von Präsident Ma vorgeschlagenen 29 neuen Mitglieder des Kontroll-Yuans wurde am 30. Juli 2014 abgestimmt. Nach Boykottaktionen der DPP- und TSU-Abgeordneten erklärte sich die KMT-Führung bereit, bei der Abstimmung den Fraktionszwang aufzuheben. Mit 57 Ja-Stimmen, 36 Nein-Stimmen und 14 ungültigen Stimmen wurde Chang zur Präsidentin des Kontroll-Yuans gewählt. Sie übte dieses Amt vom 1. August 2014 bis zum 31. Juli 2020 aus.
Chang Po-ya ist mit Chi Chan-nan (紀展南) verheiratet und hat einen Sohn und eine Tochter.